# Dance/Electronic Songs
Lista przebojów Dance/Electronic Songs jest publikowana przez tygodnik Billboard od stycznia 2013 roku. Jest to pierwsza lista, w której występują najbardziej popularne utwory muzyki tanecznej i elektronicznej. Lista podsumowuje najczęściej pobierane, przesyłania strumieniowego i grane w klubach nocnych utwory. Została ona wprowadzona po wzroście popularności na ten styl muzyczny.
Pierwszym utworem numer jeden na liście Dance/Electronic Songs w numerze z 26 stycznia 2013 roku był singel „Scream and Shout” autorstwa Will.i.am oraz Britney Spears.

## Tło i kryteria kwalifikacji
W wyniku wzrostu popularności muzyki tanecznej i elektronicznej Billboard wprowadził w styczniu 2013 r. listę przebojów Dance/Electronic Songs, aby uszeregować najpopularniejsze utwory muzyki tanecznej i elektronicznej. Są one śledzone przez Nielsen SoundScan, Nielsen BDS, BDS z serwisów streamingowych, w tym Spotify i Xbox Music, oraz z panelu 140 DJ-ów z całych Stanów Zjednoczonych; wykorzystuje tę samą metodologię, co w przypadku listy Billboard Hot 100. Jest niezależna od list przebojów Dance Club Songs i Dance/Electronic Digital Songs, z których pierwsza jest klasyfikowana według najpopularniejszych utworów klubowych, a druga według największej sprzedaży digital download. Utwory kwalifikują się do umieszczania na liście Dance/Electronic Songs na podstawie ich „core sound and tempo” (pol. podstawowego brzmienia i tempa), jednak taneczne remiksy piosenek, które pierwotnie były popowe, R&B, rapowane lub pochodziły z innego gatunku muzycznego, nie kwalifikują się do tej listy, niezależnie od tego, czy pojawia się na listach przebojów Dance Club Songs lub Dance/Mix Show Airplay.

## Osiągnięcia muzyczne

### Single z największą liczbą tygodni
| Tygodnie | Utwór                      | Artysta                                  | Rok/Lata  | Źródło |
| -------- | -------------------------- | ---------------------------------------- | --------- | ------ |
| 69       | „Happier”                  | Marshmello oraz Bastille                 | 2018–2020 | [ 4 ]  |
| 33       | „The Middle”               | Zedd, Maren Morris oraz Grey             | 2018      | [ 5 ]  |
| 27       | „Closer”                   | The Chainsmokers, gościnnie: Halsey      | 2016–2017 | [ 6 ]  |
| 26       | „Wake Me Up”               | Avicii                                   | 2013–2014 | [ 5 ]  |
| 25       | „Something Just Like This” | The Chainsmokers oraz Coldplay           | 2017      | [ 5 ]  |
| 23       | „Lean On”                  | Major Lazer oraz DJ Snake, gościnnie: MØ | 2015–2016 | [ 5 ]  |

## Osiągnięcia artystów

### Artyści z największą liczbą piosenek numer jeden
| Pozycja | Nazwa wykonawcy   | Liczba utworów nr 1 | Źr.   |
| ------- | ----------------- | ------------------- | ----- |
| 1       | The Chainsmokers  | 6                   | [ 7 ] |
| 2       | Calvin Harris     | 4                   | [ 7 ] |
| 2       | / Zedd            | 4                   | [ 7 ] |
| 3       | Marshmello        | 3                   | [ 7 ] |
| 3       | Lady Gaga         | 3                   | [ 7 ] |
| 4       | Avicii            | 2                   | [ 7 ] |
| 4       | Robin Schulz      | 2                   | [ 7 ] |
| 4       | DJ Snake          | 2                   | [ 7 ] |
| 4       | Major Lazer       | 2                   | [ 7 ] |
| 4       | Justin Bieber     | 2                   | [ 7 ] |
| 4       | MØ                | 2                   | [ 7 ] |
| 4       | Pharrell Williams | 2                   | [ 7 ] |
| 4       | Selena Gomez      | 2                   | [ 7 ] |
| 4       | Ariana Grande     | 2                   | [ 7 ] |

### Artyści z największą liczbą tygodni na pierwszym miejscu listy przebojów
- 82 – The Chainsmokers
- 81 – Marshmello
- 69 – Bastylia
- 55 – Zedd
- 35 – DJ Snake
- 33 – Maren Morris, Gray
- 27 – Avicii, Halsey
- 25 – Major Lazer, MØ, Coldplay
- 17 – Selena Gomez
- 16 – Robin Schulz, Pharrell Williams

## Kamienie milowe
- Lady Gaga jest rekordzistą pod względem największej liczby piosenek przebywających jednocześnie w pierwszej dziesiątce (5), z „Rain on Me”, „Sour Candy”, „Stupid Love”, „Alice” i „911” w tygodniu rozpoczynającym się 13 czerwca 2020 r[8].
- Kygo jest rekordzistą z największą liczbą singli na liście przebojów. Miał ich aż pięćdziesiąt[9].
- DJ Snake jest pierwszym artystą, który zajął pierwsze miejsce na liście przebojów na koniec roku przez dwa lata z rzędu – „Turn Down for What” z udziałem Lil Jona w 2014 roku i „Lean On” z Major Lazer z MØ w 2015 roku. Kolejnymi artystami/zespołami, którzy to uczynili, byli The Chainsmokers z „Don’t Let Me Down” z udziałem Daya i „Something Just Like This” oraz Coldplay, który był na szczycie listy przebojów na koniec roku 2016 i 2017.
- „Latch” autorstwa Disclosure z Samem Smithem najdłużej wspinał się do pierwszego miejsca listy – aż 47 tygodni
- „Happier” Marshmello i Bastille jest rekordzistą pod względem tygodni spędzonych na liście – 92 tygodnie. Jest to również pierwsza piosenka, która utrzymywała się na szczycie listy przez cały rok (2019).
- „Stupid Love” Lady Gagi stała się pierwszą piosenką, która zadebiutowała na pierwszym miejscu listy przebojów 14 marca 2020 roku.